# Sparlån
Sparlån är ett svenskt företag som grundades i april 2014. Företaget var först i Sverige med att få tillstånd från Finansinspektionen att förmedla person-till-person-lån och lanserade tjänsten i april 2016.   
Företaget förmedlar lån från företag och privatpersoner till andra privatpersoner. Tjänsten lanserades i april 2016 och riktar sig både till professionella investerare och privatsparare . I till exempel England och USA har p2p-lån vuxit snabbt de senaste åren .

## Historia
Sparlån grundades i Stockholm i april 2014 av Jonathan Klein och Claes Melander. I november 2015 blir företaget först i Sverige med att få tillstånd från Finansinspektionen att förmedla person-till-person-lån i Sverige . Tjänsten lanserades på den svenska marknaden i april 2016. I november 2016 utökade företaget sitt erbjudande till månadssparande.

## Tjänsten
Sparlån förmedlar person-till-person-lån, så kallade p2p-lån. Det innebär att en person eller ett företag lånar ut sina pengar till en annan privatperson utan inblandning av en traditionell bank eller ett låneinstitut.

### Låntagare
Låntagare genomgår en kreditprövning och kan därefter låna mellan 10 000 kronor och 300 000 kronor. Lånen har en löptid på 6 månader till 10 år till en fast ränta. Räntan beror på riskbedömningen. 

### Långivare
Företag eller privatperson kan som långivare låna ut pengar till andra privatpersoner. Pengarna fördelas på minst 20 olika låntagare för att sprida risken . Lånetypen är så kallade annuitetslån som innebär att långivaren vet exakt hur mycket pengar den får in på kontot varje månad. Långivaren kan välja om räntan som betalas tillbaka varje månad ska återinvesteras eller sättas in på bankkontot.
Pengarna som sätts in hos Sparlån innefattas inte av den statliga insättningsgarantin eftersom det är fråga om investeringar direkt i lån, och inte pengar på ett bankkonto. Sparlån tar en serviceavgift på 1,8 procent på räntan.